# Grupa VAT
Grupa VAT – rodzaj podatnika podatku od towarów i usług (VAT) wprowadzony w dniu 1 lipca 2022 r. ustawą o podatku VAT (art. 15 ustawy o VAT). Tworzą go podmioty powiązane finansowo, ekonomiczne i organizacyjnie, które posiadają siedzibę na terytorium Rzeczypospolitej Polskiej lub nie posiadają siedziby na terytorium Rzeczypospolitej Polskiej, ale prowadzą nań działalność gospodarczą za pośrednictwem oddziału.
Utworzenie grupy VAT ma obligatoryjnie formę pisemną i wiąże tworzące je podmioty gospodarcze na okres dłuższy niż 3 lata.

## Cel tworzenia grupy VAT
Celem utworzenie grupy VAT jest brak opodatkowania podatkiem od towarów i usług (VAT) i świadczenie usług w ramach sprzedaży między uczestnikami tej grupy.

## Podmioty tworzące grupę VAT
Za podatników, którzy mogą utworzyć grupę VAT uważa się:
- podmioty powiązane finansowo, gdy jeden z podatników grupy VAT posiada bezpośrednio: a) ponad 50% udziałów w kapitale zakładowym, lub b) ponad 50% praw głosu w organach kontrolnych, stanowiących lub zarządzających, lub c) ponad 50% prawa do udziału w zysku, każdego z pozostałych podatników będących członkami tej grupy.
- podmioty powiązane ekonomicznie gdy: a) przedmiot głównej działalności prowadzonej przez członków grupy VAT będzie mieć taki sam charakter, lub b) rodzaje działalności prowadzonej przez członków grupy VAT będą uzupełniać się i będą współzależne, lub d) członek grupy VAT będzie prowadzić działalność, z której w całości lub w dużej mierze będą korzystać inni członkowie grupy VAT.
- podmioty powiązane organizacyjnie gdy: a) prawnie lub faktycznie, bezpośrednio lub pośrednio znajdują się pod wspólnym kierownictwem, lub b) organizują swoje działania całkowicie lub częściowo w porozumieniu[2].

Warunek istnienia powiązania musi zostać spełniony nieprzerwanie przez okres, w jakim grupa VAT posiada status podatnika.
Członek grupy VAT nie może być członkiem innej grupy VAT.

## Zakładanie grupy VAT
Podmiot, który będzie reprezentować grupę VAT, w celu jej rejestracji, składa do naczelnika urzędu skarbowego właściwego dla siedziby swojego podmiotu:
- umowę o utworzeniu grupy VAT. Umowa o utworzenie Grupy VAT powinna określać okres jej trwania. Przy czym umowa taka może być zawarta na okres nie krótszy niż 3 lata,[3]
- zgłoszenie rejestracyjne lub aktualizacyjne, w którym wskazany jest numer rachunku bankowo-rozliczeniowego[4] lub innego rachunku w Spółdzielczej Kasie Oszczędnościowo-Kredytowej.

Grupa VAT, jako nowy podmiot, zostanie zarejestrowana i nabędzie status podatnika VAT z dniem określonym w umowie o utworzeniu grupy VAT, jednak nie wcześniej niż z dniem dokonania rejestracji grupy VAT. W momencie rejestracji grupy VAT jako podatnika VAT naczelnik urzędu skarbowego wykreśli z rejestru VAT wszystkich członków grupy VAT.

## Zakończenie działalności grupy VAT
W przypadku zakończenia działalności grupy VAT, jej rozwiązania lub wygaśnięcia umowy, naczelnik urzędu skarbowego dokonuje przywrócenia i zarejestrowania każdego członka z nieistniejącej grupy VAT, bez konieczności składania zgłoszenia rejestracyjnego.